# Réservoir du Vallon Dol
Le réservoir du Vallon Dol est un bassin de retenue créé en 1973 sur les hauteurs de Marseille pour compléter l'alimentation en eau potable de l'agglomération marseillaise, traditionnellement assurée par le canal de Marseille. Il est alimenté par les eaux du Verdon par deux branches du canal de Provence. Sa capacité de stockage équivaut à deux fois le volume d'eau du Vieux-Port de Marseille, ce qui permettrait d'assurer à lui seul une semaine de consommation d'eau potable de la ville.

## Création du réservoir
Au XIXe siècle l'alimentation en eau potable de Marseille fut grandement améliorée par la création du canal de Marseille qui permit d'amener les eaux captées de la Durance pour alimenter un réseau de desserte de la ville. L’expansion urbaine du XXe siècle rendit nécessaire l'accroissement des volumes disponibles. Il fut donc décidé de raccorder le réseau de la ville au canal de Provence dont la construction avait commencé dans les années 1950 pour se substituer au canal du Verdon alimentant Aix-en-Provence. Une dérivation fut alors construite à partir du barrage de Bimont, situé au nord-est d'Aix, jusqu'au site du Vallon Dol. 

### Construction
Le site choisi se situe à une altitude de 255 mètres à l'extrémité sud-ouest du massif de l'Étoile, à côté du quartier de la Batarelle, dans le 14e arrondissement de Marseille. La retenue a été créée par une digue en enrochements de 47 mètres de haut et 270 mètres de long. La contenance est de 3 millions de m3 . 
La construction a été financée par le Ministère de l'Agriculture et la ville de Marseille, avec des prêts de la Banque européenne d’investissement. Il est la propriété de la Métropole, et la Société du Canal de Provence (SCP) en est gestionnaire. Il a été mis en service le 3 février 1973.

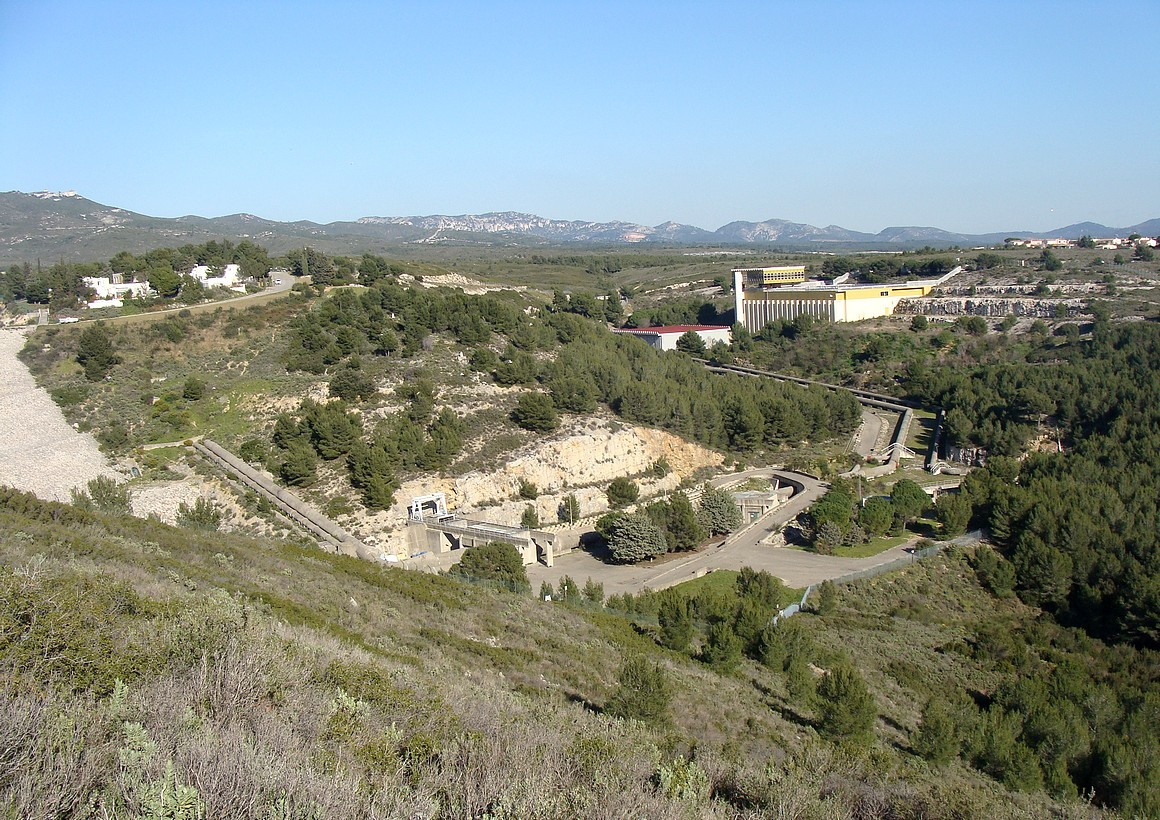
La partie aval du site
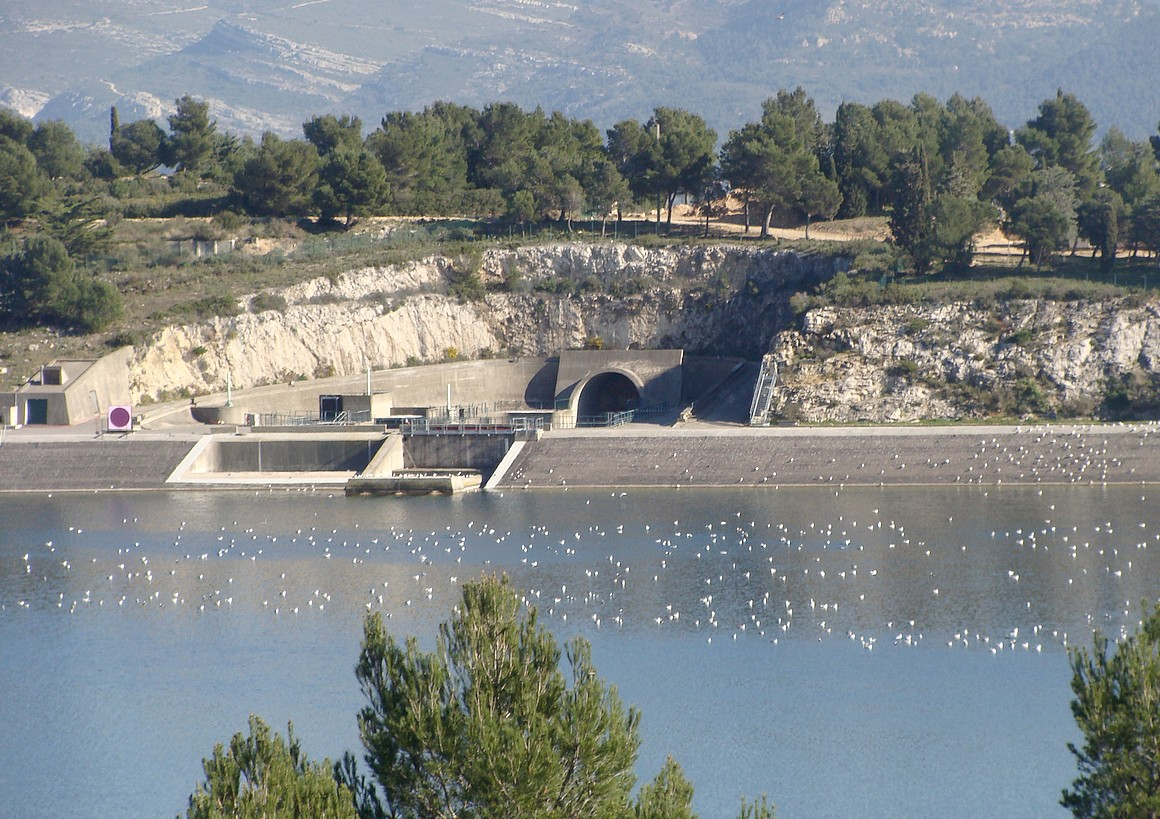
Le déversoir de la retenue
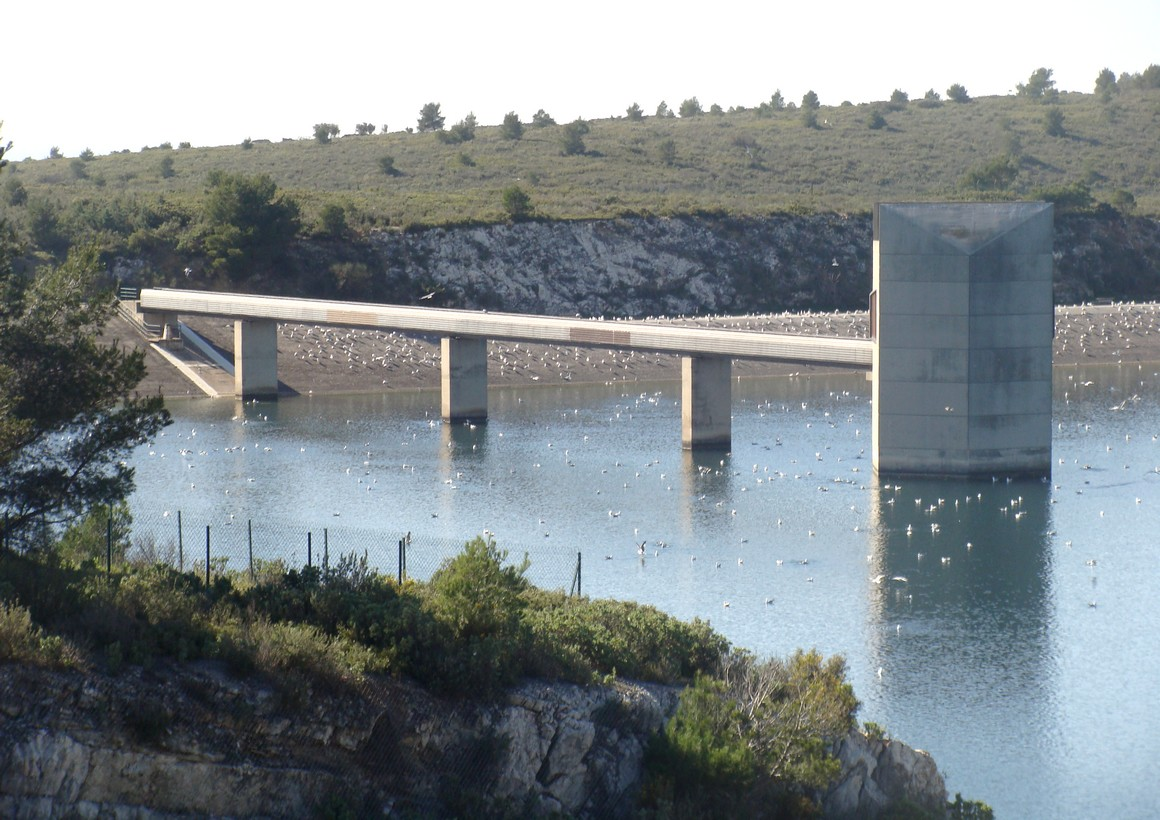
La "tour de prise"
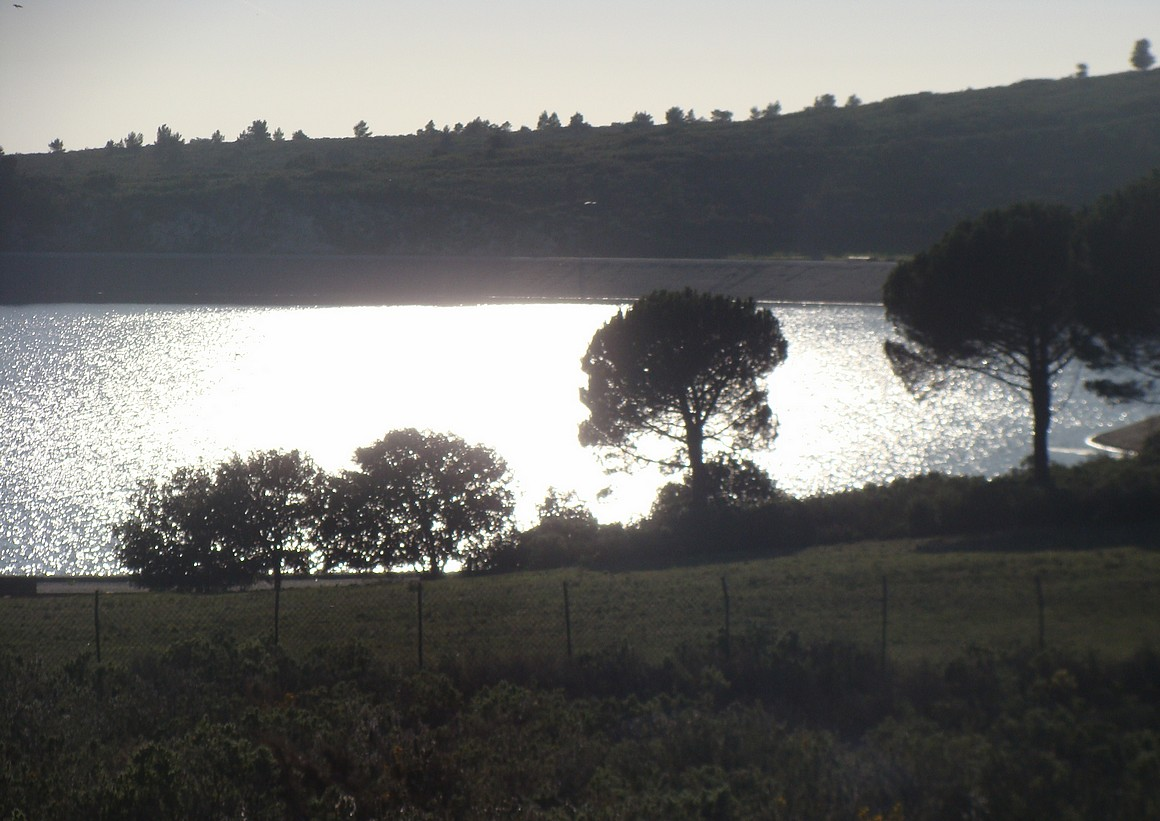
Le plan d'eau au soleil couchant
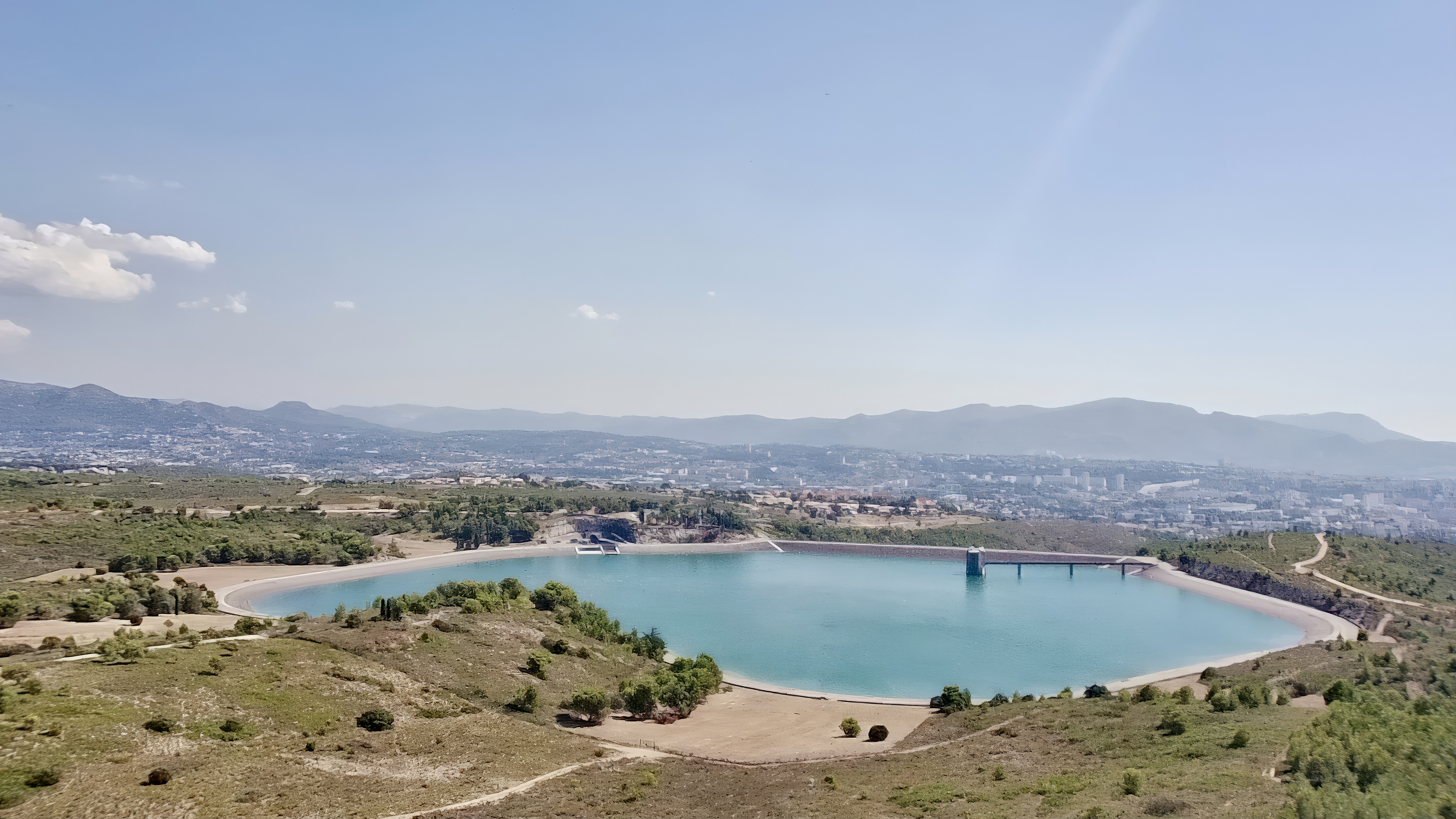
Vu aérienne du réservoir du Vallon Dol, avec Marseille en arrière-plan.

### Alimentation en eau
Le réservoir est principalement alimenté par la branche Marseille-nord du canal de Provence, qui débute au pied du barrage de Bimont. Après un parcours en majeure partie en « cuvettes », c'est-à-dire à l'air libre le long des collines, avec quelques siphons importants dont un pour franchir l'Arc, elle passe en galerie sous le massif de l’Étoile pour parvenir au Vallon Dol. 
Une deuxième alimentation a été créée ensuite, raccordée à la branche du Var du canal de Provence, à Pourcieux, et acheminée en galerie presque continue jusqu'au Vallon Dol par le sud du massif de l’Étoile. Cette branche Marseille-Est est sollicitée notamment lorsque les débits nécessaires sont importants ou si la branche de Marseille-Nord ne peut être utilisée, en cas de maintenance par exemple.

## Exploitation du réservoir

### Gestion du réservoir
Le contrôle au jour le jour de l'alimentation du réservoir est assuré par le centre de gestion du canal situé au Tholonet, qui donne les instructions nécessaires aux installations du Vallon Dol. Le débit aval est déterminé en fonction de la demande venant de la Société des eaux de Marseille (SEM), gestionnaire de l'alimentation en eau de la ville. L'eau est alors acheminée vers un centre de production d’eau potable implanté en contrebas du Vallon Dol et géré par la SEM.

### Entretien et rénovation
La Société du Canal de Provence mène des opérations de maintenance corrective et préventive. Les travaux de rénovation plus importants sont réalisés avec une vidange totale du réservoir. La dernière de ces opérations a été effectuée en 2011. Lors de ces interventions, une conduite de liaison directe formant un by-pass permet l’alimentation directe de Marseille, à partir de l’arrivée des branches de Marseille-nord et Marseille-est. L’alimentation en eau n’est donc pas interrompue quand le réservoir est vide.

### Projet photovoltaïque
Fin 2017, un appel à projets pour la production d’électricité par une mise en place d'une unité photovoltaïque flottante a été lancé par la Société du Canal de Provence. L’intérêt reposerait sur le refroidissement des panneaux par l'eau de la retenue, ce qui accroîtrait le rendement de l'installation. La puissance pourrait être de 10 MW, correspondant à la consommation de 6 000 habitants. Il était envisagé une livraison en 2021.
À la suite de la décision d'Hervé Gagneur, commissaire-enquêteur chargé du dossier du permis de construire, le lac pourrait se couvrir en grande partie de panneaux photovoltaïques et ainsi devenir l’une des principales centrales solaires de la région, avec 12 mégawatts (MW) de production.

## Sources
- Fiche technique du Canal de Provence sur le Resrvoir du Vallon Dol, éditée en 2012
- L'alimentation en eau des villes de Provence-Alpes-Côte d'Azur : le cas de l'agglomération marseillaise - Michèle Joannon, Lucien Tirone in Méditerranée, Année 1980, tome 39, pp. 87-102